# Zinaida Nikolaevna Gippius
Zinaida Nikolaevna Gippius (in russo Зинаида Николаевна Гиппиус?; Belëv, 20 novembre 1869 – Parigi, 9 settembre 1945) è stata una poetessa, scrittrice e saggista russa, nota rappresentante del simbolismo russo.
(da P. Percov, Literaturnye vospominanija 1890-1902, Mosca 2002, p. 89)

## Biografia
Zinaida nacque a Belëv, una piccola cittadina nei pressi di Tula (Russia Centrale) dalla nobile famiglia tedesca dei von Hippius giunta in Russia nel XVI secolo.
Durante l'infanzia e l'adolescenza soffrì di tubercolosi e fu costretta, morto il padre nel 1881 per la stessa malattia, a spostarsi in cerca di clima più mite in diverse località del sud dell'Impero zarista con la madre e la sorella. Ciò le impedì di seguire regolari studi anche se il suo amore per la lettura la porterà a leggere con avidità tutti i classici russi e soprattutto Dostoevskij per il quale dimostra una vera preferenza.
Nel 1888 la giovane, che si trovava nei pressi di Tbilisi, capitale della Georgia, conobbe il giovane poeta Dmitrij Merežkovskij (1865-1941) e nello stesso anno appariranno i suoi primi versi sulla rivista dei simbolisti pietroburghesi "Severnyj vestnik" (Messaggero del Nord).
Nel 1889 sposò Dmitrij e con lui si trasferì a San Pietroburgo dove intraprenderà una vivissima attività letteraria. Presto la loro casa pietroburghese diventerà il luogo dove si riuniranno i più validi letterati e artisti della vita russa degli inizi del XX secolo tra i quali i principali esponenti dell'intelligencija russa. I principali argomenti di discussione toccheranno le principali questioni del momento soprattutto quelle a carattere politico, filosofico e religioso. Da questo gruppo nascerà la rivista Novyj put' ("La nuova strada") che, pubblicata tra il 1902 e il 1904, diventerà l'organo ufficiale di questo nuovo movimento e segnerà l'esordio dei famosi poeti russi, Aleksandr Blok e Andrej Belyj.

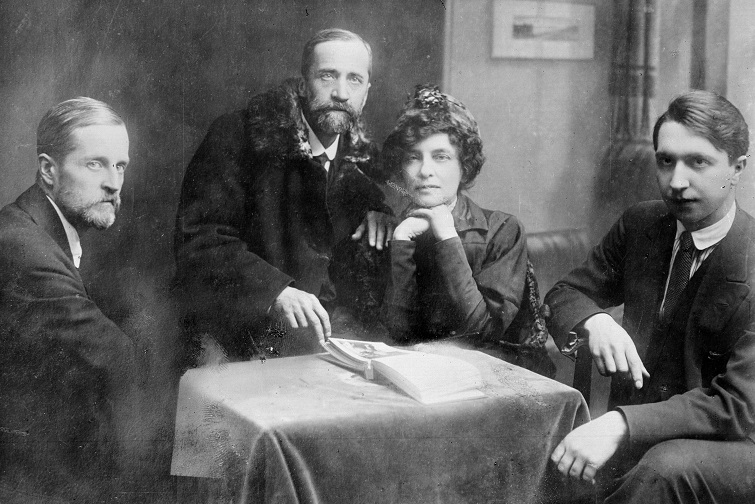
Zinaida con Dmitrij Filosofov, Dmitrij Merežkovskij e V. Zoblin

Tra il 1899 e il 1902, in seguito alla conoscenza e all'aderenza al gruppo di Sergej Djagilev, Zinaida pubblicò sulla rivista Mir iskusstva ("Il mondo dell'arte") i suoi primi saggi di critica letteraria dal tono mordace usando lo pseudonimo di Anton Krajnij (Antonio l'estremista).
Diventata convinta rivoluzionaria scrisse nel 1905 numerosi versi a tema politico e alla fine della Rivoluzione d'ottobre, a causa del suo atteggiamento antibolscevico, emigra con il marito a Varsavia. Vivranno collaborando al giornale appartenente all'emigrazione russa Svoboda ("Libertà") e in seguito si trasferiranno nella città di Wiesbaden e infine a Parigi, vivendo in povertà. A Parigi, Zinaida morirà nel 1945 e poi fu sepolta nel cimitero russo ortodosso di Nostra Signora dell'Assunzione.

## Opere
Zinaida fu scrittrice versatile e scrisse non solo opere di poesia ma diversi volumi di racconti e romanzi e produsse anche drammi teatrali.

### Le raccolte poetiche
Appartengono alla sua produzione poetica cinque raccolte. La prima raccolta venne pubblicata nel 1904 con il titolo Sobranie stichov: 1889-1903 (Raccolta di versi: 1889-1903), la seconda nel 1910 dal titolo Sobranie Stichov: 1889-1903 (raccolta di versi, libro 2), la terza, Poslednie stichi 1914-1918 (Ultimi versi 1914-1918) nel 1921, la quarta venne pubblicata a Berlino nel 1922 con il titolo Stichi: dnevnik (Versi: un diario) e l'ultima raccolta, dal suggestivo titolo Sijanuja (Luccichii) a Parigi nel 1938.

### I romanzi
Oltre a numerosi racconti, famosa è la trilogia di romanzi che ha come tema centrale la Rivoluzione d'Ottobre: Čërtova kukla (Il fantoccio del diavolo), Očarovanie istiny (Il fascino della verità) e Roman carevič (Lo zarevič Roman).

### La produzione teatrale
Tra la produzione teatrale vanno soprattutto ricordati due drammi pubblicati rispettivamente nel 1900 con il titolo Svjataja krov' (Il sangue sacro) e Zelënoe kol'co (L'anello verde) nel 1916.

## Poetica
La figura di Zinaida influenzò moltissimo, agli inizi del XX secolo, gli intellettuali del simbolismo russo. Scrisse molti dei suoi versi e dei racconti utilizzando nomi di eroi maschili e il suo "afemminile", messo in risalto dal suo firmarsi con lo pseudonimo di "Antonio l'estremista", scatena tra i contemporanei diverse reazioni che vanno dall'esaltazione alla denigrazione.

### L'ispirazione all'impossibile
La prima fase dell'opera della Hippius è segnata dall'ispirazione dell'impossibile ("Ho bisogno di quello che non c'è al mondo") dove la malinconia e il pessimismo sono caratteristiche della generazione "stanca" degli anni novanta del XIX secolo. Fa della ricerca della verità una questione di vita o di morte e in questa continua ricerca, che tende ad avvicinarsi all'assoluto, Zinaida considera l'amore forza purificatrice e capace di condurre all'immortalità.

### La speranza nella resurrezione della Russia
Allo scoppio della prima guerra mondiale la Hippius rimane attenta a quanto succede attorno a lei e si dimostra particolarmente sensibile ad ogni questione politica e sociale del momento.
Quando si afferma il movimento rivoluzionario bolscevico la scrittrice spera ardentemente nella risurrezione della Russia e quando scoppia la Rivoluzione di febbraio è dapprima convinta che da essa nascerà la libertà e la fratellanza. Come tanti intellettuali di quell'epoca rimarrà fortemente delusa. Scrive in questo periodo versi intrisi di malinconia che nascono dalla coscienza acquisita di aver subito una grave perdita: "Sulla città si è adagiato il peccato/ Piango sommessamente, piango per tutti".

### La natura ambivalente
La sua poesia, che tocca ogni estremo e cerca di varcare ogni confine, oscilla tra gli opposti della vita e della morte, esalta la forza e la debolezza, inneggia alla volontà ma si piega alla non volontà in un mondo poetico sempre in movimento che passa dallo spirito di ribellione individuale ed egocentrico al forte sentimento religioso. Il suo spirito anticlericale è soffocato dalla necessità della fede, il suo esaltare la morte sfocia nel desiderio della vita dimostrando così nell'autrice la sua ambivalente natura della quale lei stessa è cosciente: "Attendevo il volo e l'esistenza/ ma uno sparviero morto è la mia anima".

### L'uso dell'aforisma
Nei versi della Hippius il pensiero è formulato attraverso aforismi con i quali riesce ad esprimere, con brevi ma soppesate parole, tutta la complessità delle sue emozioni.